# 狂热职业赛车
《狂热职业赛车》是科乐美于2005年3月17日在PlayStation 2平台上发售的赛车游戏。这是科乐美首次也是惟一一次制作半拟真类赛车游戏以抗衡《GT赛车》系列。该游戏在口碑上较逊于《GT赛车4》，在商业上亦并不成功，这阻止了科乐美试图将其发展成一个系列的愿景。

## 游戏系统
该游戏主要有五种游戏模式：
ENTHUSIA LIFE
最主要的游戏模式，该游戏的生涯模式。玩家化身赛车手，参加各种赛事，累积排名积分，向世界排名第一名进发。与其他赛车游戏不同，比赛获胜得到的积分是用来改善汽车的驾驶特性并提高玩家等级的。每场比赛结束后，玩家都有机会从结算列表中获得一辆新车。游戏有一个体力值的概念即Driver's HP，它会因玩家碰撞和偏离赛道而减少，当HP达到0时，玩家将无法参加下周的比赛。
DRIVING REVOLUTION
玩家驾车以预定的速度通过设置在赛道上的速度板，累积积分，并以通过关卡为目标的模式。速度板会根据玩家通过速度和是否通过判断为PERFECT、GREAT、GOOD、BAD、MISS，如果连续发生 PERFECT 和 GREAT 判断，将产生组合奖励，而若玩家发生碰撞和倒车将受到惩罚，并大幅扣分。
TIME ATTACK
玩家玩家必须在赛道上跑出最佳圈速的模式。
FREE RACE
自由选择赛道和赛车进行比赛的模式。赛道需要在Enthusia Life模式和Driving Revolution模式下逐渐解锁。
MULTYPLAYER
多人游戏模式。

## 开发
科乐美解释游戏标题的“Enthusia”是一个原创词，是激情与狂热（Enthusiasm）的英文诠释，并宣称该游戏历时三年开发，以真实驾驶模拟器为目标进行制作，游戏中所登场的车辆都以实际车辆的表现为依归，并以技术性的验证方式来证明游戏将能充分重现实际车辆的表现。游戏拥有超过211辆汽车和46条赛道，但除了纽伯格林赛道和筑波赛道以外其余赛道皆为虚构；游戏包括创新性的选项，例如 VGS（视觉重力系统），该系统将原本只能由身体去感应的高速驾驶下的G力等效果以视觉方式呈现出来，作为车辆操控的一个重要的指标在比赛期间为玩家提供详细信息，例如车轮压力以及重力如何影响车辆；借助 PS2 Dual Shock 控制器的使用，可以完全控制换档和驻车制动。

## 反响
评论聚合网站Metacritic的整合数据表明，该游戏获得了“平均”的评论。IGN为该游戏打出了7.2/10分的评价，认为如果该游戏2004年问世，其发烧友驾驶生活的理念会更容易被玩家接受，但由于和《GT赛车4》同期发售，其素质就显得相形见绌；在日本，《Fami通》给该游戏打了一个8分和三个7分，总共29分（满分40分）。